# Bantuexpansionen

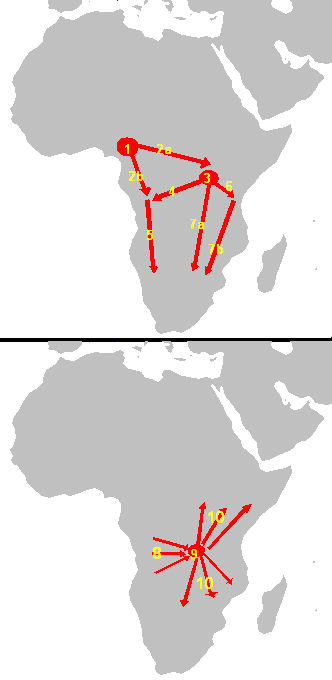
1. Ursprung (3 000-1 500 f.Kr.)
2. Första migrationerna (1 500 f.Kr.)
2a. Östra bantu, 2b. Västra bantu
3. Urewekärnan (ur östra bantu)
4.–7. sydliga flyttningar
9. Kongokärnan (500 f.Kr.–0)
10. Sista fasen (0–1 000 e.Kr.)
Källor:

Bantuexpansionen är bantufolkens utbredande över Afrika. Denna skedde, med bas i gränsområdet mellan nuvarande Nigeria och Kamerun (alternativt i sydöstra Nigeria), österut och söderut från cirka 1500 f.Kr till 1000 e.Kr. Enligt viss forskning inleddes dock expansion redan under 2000-talet f.Kr.). Den snabbaste fasen i expansionen – år 0 till 500 e.Kr. – kallas ibland bantuexplosionen.

## Expansionsvågor
I sin väg spreds de bantutalande folk åt olika håll. Två tidiga expansionsvågor cirka 1500 f.Kr. gick åt olika håll:
2a – en nordlig, i riktning österut längs med regnskogens norra kant och mot övre Nilens lopp i nuvarande Uganda (östlig bantu)
2b – en sydlig, i riktning söderut, genom regnskogsområdet nära Atlantkusten och mot Kongoflodens nedre lopp och nordligaste nuvarande Angola (västlig bantu)
Kring 1000–500 f.Kr. formades Urewekulturen, en tidig östlig bantucivilisation kring större del av Victoriasjön (utom i söder och sydöst). Detta område kom att vara bas för flera senare expansioner:
4 – genom och söder om regnskogsområdet mot neder Kongo och nordligast nuvarande Angola
6 – mot sydöst i riktning mot kustområdet vid Indiska oceanen
7a – öster om Tanganyikasjön mot och förbi Zambezi in i nuvarande Zimbabwe och Sydafrika
Ovanstående tre utvandringsvågor ledde i sin tur till vidare vandringar:
5 – vandringen från Östafrika mot nedre Kongo ledde till att östliga och västliga bantufolk möttes, vilket ledde till en expansion mot Kalahariområdet i nuvarande Namibia
7b – vandringen mot kustområdet i öst fortsattes senare i en längre folkförflyttning söderut, mot och förbi Zambezis nedre lopp och in i nuvarande Zimbabwe och dess grannländer
Under perioden 500 f.Kr till år 0 existerade ett kärnområde (9) kring Kongoflodens övre lopp. Det här området både mottog invandringsvågor (8) och var basen för vidare expansion åt olika håll. Invandringen ägde främst rum västerifrån, medan utvandringarna mellan år 0 och 1000 e.Kr. (10) skedde mot olika delar av Östafrika (från nuvarande Uganda till nuvarande Moçambique) samt till områdena söder om Zambezi.

## Betydelse
Bantufolkens invandring till Afrika söder om ekvatorn medförde långtgående förändringar för samhällsstrukturen och försörjningen i området. Områdena söder och öster om Centralafrikas regnskog beboddes då av khoisanfolk som levde i jägar- och samlarsamhällen. Bantufolkens inträde medförde en allmän övergång till jordbrukande, vilket senare kombinerades med boskapsskötsel.